# Nuevo Casas Grandes kommun
Nuevo Casas Grandes är en kommun i Mexiko.   Den ligger i delstaten Chihuahua, i den nordvästra delen av landet, 1 500 km nordväst om huvudstaden Mexico City. Antalet invånare är 54 411. Arean är 2 072 kvadratkilometer.
Terrängen i Nuevo Casas Grandes är kuperad.